# مردان جاده (فیلم)
مردان جاده (انگلیسی: Highwaymen) فیلمی در ژانر اکشن، ترسناک، و جنایی به کارگردانی رابرت هارمون است که در سال ۲۰۰۴ منتشر شد. از بازیگران آن می‌توان به جیمز کاویزل، رونا میترا، کلم فیور، آندرئا روث، و فرانکی فیزن اشاره کرد.